# Sinsombrero
(Concha Méndez, Memorias habladas, memorias armadas, p. 48)
Sinsombrero (trad. letterale: senza cappello) è il nome con cui viene definito un gruppo di donne intellettuali e artiste spagnole, nate tra il 1898 e il 1914, appartenenti alla Generazione dei '27. Questo appellativo è stato introdotto dalla documentarista Tània Balló e utilizzato come titolo di un progetto multimediale realizzato nel 2015 in collaborazione con Manuel Jimenez Núñez e Serrana Torres, che comprende sei elementi: un video di 60 minuti coprodotto e trasmesso dall'emittente pubblica spagnola RTVE dal titolo Imprescindibles, una realizzazione web interattiva (webdoc) con approfondimenti, fotografie, note, un progetto educativo promosso dal Ministero dell'Educazione, Cultura e Sport spagnolo con materiale didattico per studiare la vita e il contesto sociale in cui vissero le donne della Generazione del 27, un libro, una rete social dedicata alle Sinsombrero (Facebook, Twitter, Instagram), un wikiprogetto. Il fine che il progetto Sinsombrero si è proposto è stato di recuperare, diffondere e preservare la memoria del gruppo di intellettuali e artiste della Generazione del 27 escluse dai repertori ufficiali.
Il libro di Tània Balló, codirettrice del video documentario Imprescindibles, dal titolo Sinsombrero, sin ellas, la historia no está completa, è stato pubblicato nel febbraio del 2016. Frutto di una ricerca iniziata circa sette prima, è stato seguito nel 2018 dal secondo volume Las sinsombrero 2. Ocultas e impecables.
Il nome Sinsombrero (trad. letterale "senza cappello") fa riferimento ad episodio emblematico che coinvolse due delle componenti di questo gruppo: negli anni Venti del Novecento, durante una passeggiata a Madrid lungo la Puerta del Sol, Maruja Mallo, Margarita Manso, Salvador Dalí e Federico García Lorca si tolsero il cappello in pubblico suscitando sconcerto fra i passanti. La trasgressione contenuta in questo gesto - ripetuto anche in altre occasioni - e la sua carica eversiva nei confronti dei costumi del tempo, vengono evidenziate dalla stessa Mallo in una videoregistrazione degli anni Novanta, a commento dell'episodio: "Ci presero a sassate, insultandoci [...] e chiamandoci finocchi, pensando che restare senza cappello fosse una manifestazione del terzo sesso."
Non fu la sola forma di ribellione che queste donne "avanguardiste" misero in atto: Maruja Mallo, Margarita Manso, Concha Méndez, praticarono il nudismo, il travestitismo e l'irruzione in caffè, taverne e luoghi religiosi - come ad esempio il Monastero di Silos - in cui era proibito l'accesso alle donne. Parteciparono ad eventi "surrealisti" che diedero scandalo: Maruja Mallo, la "dea spagnola del surrealismo", prese parte a un "concorso di blasfemia" ed interruppe una funzione entrando di corsa in bicicletta in una chiesa.

## Le componenti del gruppo
Il libro pubblicato da Balló nel 2016 approfondisce le biografie e ricostruisce la produzione letteraria e artistica di dieci scrittrici e artiste della Generazione del 27: Margarita Manso (Valladolid 1908-Madrid 1960, pittrice), Marga Gil Roësset (Madrid 1908-Las Rozas 1932, scultrice, illustratrice e poeta), Concha Méndez (Madrid 1898-Messico 1986, scrittrice), Maruja Mallo (Vivero 1902-Madrid 1995, pittrice), Ángeles Santos (Portbou 1911-Madrid 2013, pittrice e grafica), María Zambrano (Vélez-Málaga 1904-Madrid 1991, filosofa), María Teresa León (Logroño 1903-Madrid 1988, scrittrice), Rosa Chacel (Valladolid 1898-Madrid 1994, scrittrice), Ernestina de Champourcín (Vitoria 1905-Madrid 1999, poetessa), Josefina de la Torre (Las Palmas de Gran Canaria, 1907-Madrid 2002, poetessa).
Nel secondo volume la ricerca si estende a Carmen Conde (Cartagena, 1907 - Madrid, 1996, poetessa), Delhy Tejero (Toro, 1904-Madrid, 1968), Lucía Sánchez Saornil (Madrid, 1895-Valencia, 1970, poetessa), Consuelo Berges (Ucieda, 1899-Madrid, 1988, scrittrice), Margarita Ferreras (Alcañices, Zamora, 1900-?, scrittrice), Rosario de Velasco (Madrid 1904-Barcellona 1991, pittrice), Elena Fortún (Madrid, 1886-1952, scrittrice).

### Donna nuova e "sinsombrerismo"
Secondo l'autrice le scrittrici e artiste della Generazione del 27 rappresentano un'"iconografia collettiva" del modello di donna nuova che si stava allora affermando nel vecchio e nel nuovo continente, i cui tratti caratteristici sono lo spirito di modernità e di rottura nei confronti di una cultura e di una società ancora fortemente ancorate a valori patriarcali, e il desiderio di libertà e di riappropriazione del proprio destino. Le Sinsombrero, per le quali non fu facile l'accesso alla vita culturale e intellettuale del tempo, erano legate da comuni amicizie con i poeti e gli intellettuali della Generazione del 27 e coltivarono relazioni di collaborazione fra di loro e con le donne che le avevano precedute (Clara Campoamor, Victoria Kent, Carmen de Burgos), condividendo spazi e attività comuni (ad esempio il Lyceum Club, "una delle piattaforme culturali più importanti e attive di Madrid", che nel 1929 conterà circa cinquecento socie).
Il gesto di togliersi il cappello in pubblico, compiuto come atto di ribellione da alcune di loro, non significava solo rompere una gerarchia sociale(il copricapo faceva parte integrante dell'abbigliamento e del decoro sociale, e tutti, uomini e donne dei ceti medio alti, dovevano indossarlo senza eccezioni), ma anche, in termini metaforici, togliersi un peso dalla testa, dare libertà alle idee e alle inquietudini.
(Margarita Mallo, cit. in T. Balló, Sinsombrero, p. 17)
Un articolo dello scrittore e giornalista Ramón Gómez de la Serna pubblicato ne El Sol dell'agosto del 1930, testimonia l'esistenza e la diffusione di questo fenomeno, segno del cambiamento dei tempi, in cui intravede l'espressione dello spirito "surrealista". Lo stesso Serna pubblicherà nel 1932 il racconto umoristico Aventuras de un sinsombrerista (reintitolato nelle Opere complete del 1956 Aventura y desgracia de un sinsombrerista) con cui rivendicherà questa pratica.
(Gómez de la Serna, Aventuras de un sinsombrerista (1932))

### Etimologia del termine
Marcelino Cotillo Vaca nel suo studio linguistico e storico del termine parasintetico "sinsombrerismo", preferisce non attribuire questo neologismo a Ramón Gómez de la Serna, ritenendo che esso fosse già in uso negli anni precedenti.
Tra gli autori che lo utilizzarono a partire dagli anni Trenta, annovera il commediografo spagnolo Carlos Arniches (1866-1943) che fece uso del termine Sinsombrerismo in una pièce teatrale del 1931, Vivir de ilusiones e Pío Baroja (1872-1956), che nelle sue memorie sulla Madrid del tempo, nominò come precursore di questa nuova pratica, "prima di un pittore chiamato Riego", "un giovane uomo, di bell'aspetto, dalla barba bionda, testa di Cristo, capelli lunghi e senza cappello".
Anche Il filologo e storico della lingua Rafael Lapesa, in uno studio sulla lingua spagnola, non collega questo termine ad un atto di ribellione consapevole nei confronti delle norme sociali vigenti, praticato individualmente o da un gruppo definito; dopo aver ricordato come fra i poeti della generazione del 27 fosse d'uso - come forma di saluto - togliersi il cappello con cerimoniosità, attribuisce l'avvio del sinsombrerismo a necessità dovute al clima estivo: i giovani avrebbero cominciato a non portare più il cappello per contrastare il caldo imperante in questa stagione, e tale disaffezione si sarebbe poi diffusa più ampiamente nel periodo prossimo alla guerra civile.
Alla fine della guerra, negli ambienti sociali conservatori il sinsombrerista viene associato all'anarchico o al militante di sinistra. Famoso è stato il cartello appeso in un negozio di cappelli a Madrid, in calle Montera 6: "Los rojos no usaban sombrero".